# BIMBO
Pour les articles homonymes, voir Bimbo (homonymie).
BIMBO, acronyme de l'expression en anglais Buy-In Management Buy-Out ou LBO (de l'anglais Leveraged buyout), consiste dans la formation d'une équipe de repreneurs associant un ou des cadres de la société avec un ou des dirigeants extérieurs.
Le but du BIMBO est généralement d'acheter des parts d'une société, de la gérer temporairement et de revendre les parts pour en tirer le maximum de bénéfice.